# متیو اسمیت
متئو اسمیت (انگلیسی: Matthew Smith؛ زادهٔ ۲۲ نوامبر ۱۹۹۹) بازیکن فوتبال اهل بریتانیا است.
از باشگاه‌هایی که در آن بازی کرده‌است می‌توان به باشگاه فوتبال استون ویلا و باشگاه فوتبال توئنته اشاره کرد.
وی همچنین در تیم‌های ملی فوتبال زیر ۲۱ سال ولز، و ولز بازی کرده‌است.